# Oenanthe aquatica
Il fellandrio (Oenanthe aquatica (L.) Poir., 1798)  è una pianta erbacea, perenne, appartenente alla famiglia delle Apiaceae, diffusa in Europa e Asia.

## Descrizione
Pianta vivace e verde, glabra, con un'altezza variabile dai 50 cm fino ai 2 m, con caule spesso prostrato, solcato, fistoloso, vuoto all'interno e molto ramoso, portante nei nodi inferiori radici sottilissime ed avventizie.
Le foglie sono 2-3 volte pennatosette, le inferiori nell'acqua a lacinie capillari, le superiori fuori dall'acqua a segmenti ovali, inciso dentati.
I fiori raccolti in ombrelle composte, brevemente peduncolate, per la maggior parte laterali ed opposte alle foglie con 7-10 raggi gracili e striati senza involucro e con involucretti composti di parecchi bratte lineari. Calice con 5 denti accrescenti e persistenti nel frutto, 5 petali disuguali bianchi obovati e smarginati ad apice incurvato, stami più lunghi dei petali.
Il frutto (seme) è di colore bruno, lungo 4–5 mm, fusiforme e glabro, con costole dorsali arrotondate e poco sporgenti coronato da un calice persistente carpoforo bipartito, acheni con 5 costole ottuse con una vitta per ogni vallecola e due sulle facce commessurali. Ha un odore poco gradevole.

### Specie simili
Può essere confusa con la Cicuta virosa ma quest'ultima ha un rizoma con lattice giallo e foglie a segmenti più lunghi e seghettati, i frutti più brevi e fortemente compressi ai lati.

A volte può confondersi con la sedanina selvatica o berula a foglie larghe (Sium latifolium) ma questo, ha foglie a segmenti grandi e seghettati, i frutti hanno vitte numerose e piccolissime.

## Distribuzione e habitat
L'areale di questa specie si estende dall'Europa sino al Medio Oriente, al Caucaso e alla Siberia.
Predilige ambienti umidi, come fossi o paludi di pianura.

## Principi attivi
I semi contengono: olio etereo, difellandrene, bifellandrene, androlo, fellandrale, galattano, mannano, resine, altre sostanze cerose e gommose.

## Usi
Tutta la pianta fresca è velenosa, essiccata è innocua. In omeopatia, vengono utilizzati i semi con proprietà tossifughe e per ridurre il catarro bronchiale.